# 第1章：威爾·拜爾斯消失了
第1章：威爾·拜爾斯消失了是美國的科幻恐怖電視劇《怪奇物語》的首播集。於2016年7月15日與第一季的另外七集在Netflix上線。

## 劇情
在1983年11月，印第安納州的霍金斯郊區的一座實驗室中，一名科學家遭一隻神秘怪物殺死。此時威爾·拜爾斯與三個朋友玩完龍與地下城後，騎車回家途中被身處黑暗中的不明怪物襲擊，隨後不知所終。威爾的母親喬絲和哥哥強納森隔天一早才發現威爾失蹤，喬絲將事情通報給小鎮警長吉姆·哈普後，哈普猜測威爾可能是被父親綁架或者逃家，但喬絲不認同這種說法，但在哈普注意到一些奇怪的事情後，決定去威爾失踪的樹林中尋找他。
與此同時，一個頭髮剃光、穿著病人服的小女孩跑到實驗室附近的一家快餐店偷食物，店主班尼·哈蒙德發現她後暫時收留她，並立刻通報給有關部門。但後來出現一個假冒社工的女人，走進門射殺班尼後讓布倫納進去搜捕女孩。女孩只好從後門逃跑至樹林，碰巧遇見正在尋找威爾的麥克·威勒、達斯汀·亨德森與路卡斯·辛克萊。

## 製作
該集最初的標題是「蒙淘克試播集」，是《怪奇物語》的原定劇名「蒙淘克」的首播集。後來隨著電視劇更名後重新命名，不過劇情本身幾乎沒有變化。該集是由該劇的創作者杜夫兄弟編寫兼指導。威爾·拜爾斯消失了於2016年7月15日在Netflix上線。

## 評價
該集廣受評論家的好評。PopMatters表示，該劇「非常出色地掌握了恐怖和80年代風格，你會覺得 Netflix為它注入一些瘋狂科學家創造的血清，以確保最大程度的狂歡。」Travel Spots也表示喜歡這一集。
杜夫兄弟憑著該集中出色的編劇和導演而獲得黃金時段艾美獎，並憑藉該集獲得美國導演工會獎的劇情類分集傑出導演成就獎。其他人也因參與製作該集而獲得讚譽。

## 外部連結
- 官方网站
- 互联网电影数据库上第1章：威爾·拜爾斯消失了的资料（英文）